# Vita scolastica
Il De vita scholastica, conosciuto anche come De discipulorum preceptorumque moribus, o Scolastica moralis, è un componimento di 936 distici elegiaci con l'inserzione di otto miracula pro exemplo in prosa, scritto da Bonvesin de la Riva. Il testo ebbe una grande fortuna durante il Rinascimento, e si contano, fra il 1479 e il 1555, più di venti edizioni a stampa: la prima a Milano, l'ultima a Brescia.

## Critica
Se dal punto di vista critico il De magnalibus urbis Mediolani fu più fortunato (edizione critica del Novati, 1898; volgarizzamento di E. Verga, Milano, 1921), la Vita scholastica è di notevole interesse "per la conoscenza del tempo in cui fu redatta, dell'ambiente che descrive, degli usi di cui dà testimonianza […] ed espressione, sia pur elementare e talora ingenua, di un amore verso la scuola non fatto di retorica e di luoghi comuni, ma piuttosto di cara consuetudine di vita".
Stilisticamente, è "molto vivace nei realistici quadri", procede per schemi di sentenze contrapposte, e utilizza il distico come "unità di misura del periodo", facilitando la lettura e, nel contempo, agevolando la memorizzazione.

## Argomenti
Il primo libro comprende i vv. 1-766; il secondo, invece, è di soli 200 vv. o meno, dal v. 767 al v. 930.
L'argomento affrontato sono le Quinque claves per ottenere la sapientia, e i modi per giungere a possederle: Timor Domini, Honor magistri, Assiduitas legendi, Frequens interrogatio, Memoria retinendi.
Compaiono sovente le descrizioni degli scolari, rimproverati severamente, ma non astiosamente, affinché non siano, per esempio, rixos[i], contendent[es], invid[i]; oppure ammoniti di reverere parentes; o ancora sono elencati i modi honorandi magistrum, consigli sia morali, sia pratici: "imbre scholas madidus non intres, vel nive tectus / ut potes excutias excutienda prius. / Ex te si sputum vel si qua superflua pellis, / qualiter eicias aut ubi cerne prius".